# Byrrhus alpinus
Byrrhus alpinus là một loài bọ cánh cứng trong họ Byrrhidae. Loài này được Gory miêu tả khoa học năm 1829.